# Гојфелден
Гојфелден (њем. Gäufelden) општина је у њемачкој савезној држави Баден-Виртемберг. Једно је од 25 општинских средишта округа Беблинген. Према процјени из 2010. у општини је живјело 9.396 становника. Посједује регионалну шифру (AGS) 8115016.

## Географски и демографски подаци
Гојфелден се налази у савезној држави Баден-Виртемберг у округу Беблинген. Општина се налази на надморској висини од 481 метра. Површина општине износи 20,1 km². У самом мјесту је, према процјени из 2010. године, живјело 9.396 становника. Просјечна густина становништва износи 468 становника/km².

## Међународна сарадња
| Мјесто      | Држава   | Врста сарадње | Од    |
| ----------- | -------- | ------------- | ----- |
| Мошонсолнок | Мађарска | контакт       | 2000. |
| Извор       |          |               |       |